# Niklas Wallenlind
Niklas Wallenlind (né le 21 novembre 1968 à Göteborg) est un ancien athlète suédois spécialiste du 400 mètres haies. 

## Palmarès

### Jeux olympiques d'été
- Athlétisme aux Jeux olympiques de 1992 à Barcelone,  Espagne
  - 5e sur 400 m haies

### Championnats d'Europe d'athlétisme
- Championnats d'Europe d'athlétisme 1990 à Split,  Yougoslavie
  -  Médaille de bronze sur 400 m haies

### Autres
- Champion de Suède sur 400 m : 1990, 1991, 1992[1].
- Champion de Suède sur 400 m haies : 1989, 1993, 1995, 1997[1].
- Champion de Suède sur 400 m en salle : 1989, 1990, 1992, 1993, 1995, 1996[2].

## Records
Son meilleur temps sur 400 mètres haies est de 48 s 35, réalisé à Barcelone en 1992.